# Fernando García-Vaquero Pradal
Fernando García-Vaquero Pradal (Madrid, 30 d'octubre de 1961) és un militar espanyol. És net d'un general de brigada, fill d'un coronel d'artilleria i té tres germans també militars. El 1979 va ingressar a l'Acadèmia Militar de Saragossa, on el 1984 es va graduar com a tinent de l'arma d'artilleria.
Ha participat en missions internacionals de l'OTAN a Bòsnia i Herzegovina amb la SFOR i l'EUFOR, i a Afganistan amb la Força Internacional d'Assistència i de Seguretat.
Ascendit a tinent coronel, del 2007 al 2010 va comandar el II Grup d'Artilleria de Campanya la Legió Espanyola i del Regiment d'Artilleria de campanya núm. 20, integrats a la Brigada de Cavalleria «Castillejos» II.
Ascendit a general de brigada, el 2015 fou nomenat cap d'operacions de la Caserna General Terrestre d'Alta Disponibilitat. El 2017 va ascendit a general de divisió i el 4 de maig de 2018 fou nomenat cap d'Estat Major de la CGTAD.
El 20 de desembre de 2019 fou ascendit a tinent general. El 8 de gener de 2020 va substituir Francisco José Gan Pampols com a cap de la Caserna General Terrestre d'Alta Disponibilitat i Representant Institucional de les Forces Armades a la Comunitat Valenciana.